# Нух II
Нух II (перс. نوح‎; помер 23 липня 997) — правитель Саманідської держави, син і спадкоємець Мансура I.

## Життєпис
Нух II отримав занепадаючу державу, в якій центральна влада стала номінальною. Влада Саманідів перестали визнавати у Горгані і Табарістані, де Зіяриди стали незалежними. У той час, як окремі області виходили одна за одною з-під контролю, в Бухарі чиновники почали сварки й конфлікти, які зруйнували залишки центральної влади.
Значним конфліктом була сварка між Абул Аббас Ташем і Абул Хусейн Сімджуридом. Перший в 981 році був призначений намісником Хорасана, але його противник виявився спритним інтриганом і зумів переконати свого правителя позбавити противника посади. Таш почав військові дії проти Абул Хусейна. Той змушений був тікати з Хорасана до своїх союзників в Керман і повернувся з підкріпленням. Абул Аббас був розбитий і тепер змушений був тікати в Горган, де помер в 990 році. Але невдовзі Абул Хусейна вбила власна дружина. Правителем Хорасану став його син Абу Алі, але тепер уже без згоди еміра Нуха II.
В цей час на сході Мавераннахра утворилася держава Караханідів. Молодший каган Гарун Богра-хан об'єднав всі тюркські племена на сході і почав наступ на захід, щоб приєднати до своїх володінь частину Саманідської держави. Для цього він встановив таємний союз з Абу Алі, володарем Хорасану. Неподалік від Зеравшана військо Караханідів 992 року завдало рішучої поразки саманідській армії на чолі з Інандж Хаджибом. Невдовзі емір вимушений був тікати з Бухари до Самарканда. Столицю державу було захоплено Богра-ханом, який поставив на трон Абд аль-Азіза ібн Нуха. Втім Богра-хан раптово помер й караханідське військо повернулося на схід. Але в Самарканді отаборився Абу Алі та військовик Фаїк.
У 996 році звернувся по допомогу до Себук-тегіна, правителя Газні. Разом з останнім відвоював Бухару. В подальшому Газневіди стали опорою еміра при придушенні повстань в Хорасані. Це вдалося досягти у 997 році. Втім невдовзі Нух II помер.